# Asbjørn Aamodt
Asbjørn Aamodt (21 agosto 1893 – 23 gennaio 1966) è stato un calciatore norvegese, di ruolo portiere.

## Carriera

### Club
Aamodt vestì le maglie di Larvik Turn, Frigg e Lyn Oslo.

### Nazionale
Conta 2 presenze per la Norvegia. Esordì il 14 settembre 1913, quando fu titolare nel pareggio per 1-1 contro la Russia.